# Su (Unix)

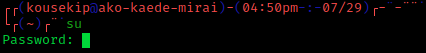
Su on Linux

Lệnh su trên unix có chức năng thay đổi tài khoản người dùng hiện hành trên một đầu cuối hay chuyển sang siêu người dùng. Từ su bắt nguồn từ super user trong tiếng Anh.
Nếu không được chỉ định, lệnh sẽ yêu cầu chọn tài khoản root để chuyển đổi. Trong thực tế, quản trị thường dùng lệnh này để chuyển vào tài khoản root từ một tài khoản thông thường.

## Sử dụng
Khi chạy từ giao diện dòng lệnh, su yêu cầu nhập vào mật khẩu của tài khoản muốn chuyển đối, nếu mật khẩu chính xác, trao quyền cho người dùng tài khoản đó.
Chuyển sang siêu người dùng root:
```
cukhoai@localhost:~$
 
su
Password:
root@localhost:/home/john#
 
exit

logout

cukhoai@localhost:~$

```

Chuyển sang một tài khoản khác:
```
cukhoai@localhost:~$
 
su
 
linh
Password:
linh@localhost:/home/cukhoai$
 
exit

logout

cukhoai@localhost:~$

```

Nếu một dấu gạch ngang được thêm vào lệnh (su - <người dùng>), giao diện dòng lệnh sẽ sử dụng môi trường người dùng của tài khoản đích.
```
cukhoai@localhost:~$
 
su
 
-
 
linh
Password:
linh@localhost:~$

```

Một số hệ thống Unix có một nhóm người dùng gọi là wheel, và chỉ cho phép các tài khoản trong nhóm này có quyền su tới root. Điều này có thể hoặc không làm giảm đi nỗi lo lắng về bảo mật, một kẻ tấn công vẫn có thể đặt mục tiêu vào các tài khoản trong nhóm này làm bàn đạp tới root. Thế nhưng GNU su thì không hỗ trợ nhóm wheel; vì các lý do triết học.